# Rémy Cointreau
Rémy Cointreau é um grupo familiar francês cujas origens remontam a 1724. Possui um portfólio de destilados de renome internacional: conhaques Rémy Martin, Louis XIII e JR Brillet, licor Cointreau, conhaque grego Metaxa, rum Mount Gay, conhaque St-Rémy, The Botanist e os uísques de single malte Bruichladdich, Port Charlotte, Octomore, Westland e Domaine des Hautes Glaces. Rémy Cointreau está listada na Bolsa de Valores de Nova York e na Euronext Paris.